# Agent provocateur (personne)
Pour les articles homonymes, voir Agent et Agent provocateur.
Un agent provocateur est traditionnellement un agent employé par la police ou une autre entité afin d'agir sous couverture dans le but d'entraîner ou provoquer une autre personne à commettre un acte illégal.
Au sens large, un agent provocateur est une personne agissant secrètement pour le compte d'un groupe mais apparaissant comme le membre d'un autre (agent double) pour perturber son activité en incitant délibérément, par ses propos et son comportement, à commettre des actes sanctionnés par la loi ou par l'opinion publique.
Une façon commune de prévenir l'infiltration par des agents provocateurs, utilisée par les organisateurs de rassemblements controversés, est de déployer et coordonner des responsables de la sécurité, chargés d'expulser les manifestants qui incitent à la violence,.

## Usage commun
Un agent provocateur peut être un officier de police ou un agent secret de police qui encourage un ou plusieurs suspects à commettre un crime sous des conditions où une preuve peut être obtenue ; ou qui suggère à un autre de commettre un crime, dans l'espoir qu'il le fasse et puisse en être tenu responsable.
Une organisation politique ou un gouvernement peut utiliser des agents provocateurs contre des opposants politiques. L'agent tente alors d'inciter l'opposant à poser des gestes contre-productifs ou inefficaces afin de choquer l'opinion publique, ou d'obtenir un prétexte de commettre une agression contre cet opposant (voir red-baiting).
Historiquement, des espions travailleurs (en), engagés pour infiltrer, surveiller, perturber ou renverser des activités syndicales, ont eu recours aux tactiques des agents provocateurs.[réf. nécessaire]
Les activités des agents provocateurs soulèvent des questions éthiques et légales. Dans les juridictions du common law, le concept légal de provocation policière peut s'appliquer si la force principale pour le crime était l'agent provocateur.

## Dans le monde

### Amériques

#### Canada
Le 20 août 2007, pendant les rencontres sur le partenariat pour la sécurité et la prospérité à Montebello, trois manifestants ont été accusés par Dave Coles, président du syndicat canadien des communications, de l'énergie et du papier (en), d'être des agents provocateurs de la police. Les trois manifestants masqués, parmi lesquels un d'entre eux était notamment armé d'une grosse pierre, ont été sommés par les organisateurs de quitter la manifestation.
Après avoir franchi la ligne policière, ces manifestants furent mis au sol, menottés et déplacés. La preuve que les personnes arrêtées soient des agents provocateurs était circonstancielle, et incluait le fait qu'ils portaient des bottes identiques à celles portées par la police.
Après la manifestation, les forces policières ont initialement nié, mais ont plus tard admis que trois de leurs officiers s'étaient déguisés en manifestants. Néanmoins, ils ont nié que les officiers de police provoquaient la foule et incitaient à la violence. La police a émis un communiqué où ils indiquaient "En aucun temps, les policiers de la Sûreté du Québec ont agi comme agents provocateurs ou commis des actes criminels." "À tout moment, ils ont répondu à leur mandat de maintenir l'ordre et la sécurité.".

#### États-Unis
Aux États-Unis, dans le cadre du programme COINTELPRO du FBI, des agents se montraient en tant que radicaux politiques afin de perturber les activités de groupes politiques, tels que le Black Panther Party, le Ku Klux Klan, et le Student Nonviolent Coordinating Committee.
Des officiers de police de New York ont été accusés d'avoir agi à titre d'agents provocateurs durant les activités de protestation contre le Republican National Convention de 2004 (en) se tenant à New York.
Il a été reconnu que des officiers de police de Denver avaient eu recours à des détectives sous couverture pour enquêter sur des actes de violence contre la police durant la convention républicaine nationale de 2008 (en). Cela résulta en l'utilisation de poivre de cayenne contre les agents infiltrés.
Le FBI a pris l'habitude d'infiltrer des agents provocateurs dans des groupes islamistes radicaux afin de les pousser à commettre des attentats pris en flagrant délit.

### Europe

#### Allemagne
Gérald Arboit cite le nom d'Heinrich Hirsch actif dans les années 1910, comme agent provocateur connu qui fut à l'origine de l'arrestation du capitaine Lux.

#### Empire russe
Le 3 mars 1878, Fetissov, agent provocateur de la police secrète tsariste, meurt à Odessa sous les balles des révolutionnaires.
Dans l'Empire russe, l'infiltration d'agents provocateurs par la police tsariste, l'Okhrana, connaît un temps fort sous la direction de Sergueï V. Zoubatov. Cet ancien militant révolutionnaire dans sa jeunesse, devenu un des chefs de la police tsariste entre 1896 et 1904, se fit une spécialité de retourner les militants arrêtés.
Yevno Azev, Yisrael Kaplinsky et Gueorgui Gapone en sont des exemples.
Cette période est connue sous le nom de Zoubatovchtchina.

#### France
Sabin Druelle était, dans les années 1880, un agent provocateur (agent secret de la seconde brigade de recherche).
Le journal anarchiste La Révolution sociale est fondé en 1880 par l'agent provocateur Égide Spilleux, dit Serreaux, dit Genlis, et financé par Louis Andrieux, préfet de police.
Dans Le Coup d'État permanent, François Mitterrand critique la politique du général de Gaulle, l'accusant d'utiliser des « agents provocateurs » (il dit que le gaullisme devient « De Gaulle plus la police »).
Le 23 mars 1979, lors de la marche des sidérurgistes, la police a demandé à une ou deux sociétés privées de gardiennage de mener un certain nombre d'actions de casse, et un casseur qui a été arrêté par des manifestants s'est révélé être un policier.

#### Italie
Durant le Sommet du G8 de 2001 tenu à Gênes, la police et les services de sécurité ont infiltré le Black Bloc avec des agents provocateurs. Des allégations à cet effet ont fait surface après la diffusion d'un montage vidéo où on voit des hommes en noir sortir de véhicules policiers près des manifestations.
Francesco Cossiga, ancien dirigeant des services secrets et ancien président d'Italie, a avisé en 2008 le ministre chargé de la police, sur la façon de gérer les manifestations des professeurs et des étudiants : 

« Maroni devrait faire ce que j’ai fait quand j’étais ministre de l’Intérieur. [...] infiltrer le mouvement avec des agents provocateurs prêts à tout [...] Après, fort du consensus populaire, [...] les forces de l’ordre ne devraient avoir aucune pitié et les envoyer tous à l’hôpital. Ne pas les arrêter, il y a tant de magistrats qui les remettraient tout de suite en liberté ! mais les frapper et frapper aussi les enseignants qui fomentent les troubles. [...] Surtout les enseignants. [...] Je ne dis pas les anciens, certes, mais les jeunes maîtres, oui. »

#### Prusse
Hermann Goedsche était un agent provocateur pour le compte de la police secrète de Prusse[réf. nécessaire].

#### Royaume-Uni
La police britannique a infiltré plus d'un millier d'organisations politiques, généralement orientées à gauche (écologistes, communistes, pacifistes, antiracistes, etc) depuis les années 1960. Cette pratique a donné lieu à certaines controverses, des policiers ayant joué les agents provocateurs afin de pousser des militants à commettre des actions violentes, menti sous serment lors de procès ayant pu conduire à des inculpations à tort de certaines personnes, transmis à des entreprises des informations mensongères au sujet de syndicalistes afin de les blacklister, ou encore entretenu des relations avec leurs cibles, ayant parfois même des enfants avec elles, avant de les abandonner.
Des allégations ont été portées par un député britannique libéral-démocrate, Tom Brake, selon lesquelles la Metropolitan Police aurait utilisé des agents provocateurs durant les protestations du G-20 de 2009 à Londres.
Pendant les manifestations liées à la marche pour l'alternative de 2011 à Londres (en), un vidéo tourné par la BBC a été diffusé sur internet qui semble indiquer qu'une personne suspectée d'être un agent provocateur passe à travers les lignes policières après avoir montré ses papiers d'identification aux policiers. Toutefois, d'autres explications suggèrent entre autres qu'il pouvait s'agir d'un journaliste.

#### Suisse
Claude Covassi, de son nom de code «Menès» pour les services de renseignement suisses qui l’ont recruté en 2004, doit glisser des documents dans l’ordinateur du Centre islamique, qui attesteraient d’un lien entre Hani Ramadan et Al-Zawahiri, le numéro 2 d’Al-Qaida, c’est à dire réaliser un kompromat. Mais après s’être converti à l’islam, il se sent en contradiction avec sa foi islamique, s'étant converti d'abord sur ordre, puis sincèrement. Il révèle alors l'inverse, des éléments musulmans manipulés servent de faux-nez à des services de renseignement pour faire des attentats. Le 11 décembre 2006, il informe Hani Ramadan de sa mission. En 2006, Il déclenche l'affaire médiatique de l'Opération Memphis mettant en cause Hani Ramadan.

#### Union soviétique
Durant l'opération Trust (1921–1926), la police politique de l'Union soviétique, soit la Guépéou, met au point une fausse organisation anti-bolchéviques, l'Union monarchiste de la Russie centrale. Le succès principal de cette opération fut de leurrer Boris Savinkov et Sidney Reilly dans l'Union soviétique, où ils furent arrêtés et exécutés[réf. nécessaire].
Nicolas Werth cite Arnold et Hrasche comme agents provocateur de la Guépéou.